# Велике Бруснице
Велике Бруснице (словен. Velike Brusnice) су насељено место у општини Ново Место, регија Југоисточна Словенија, Словенија.

## Историја
До територијалне реорганизације у Словенији биле су у саставу старе општине Ново Место.

## Становништво
У попису становништва из 2011. године, Велике Бруснице су имале 502 становника.
| Број становника према пописима | Број становника према пописима | Број становника према пописима |
| ------------------------------ | ------------------------------ | ------------------------------ |
| 1991                           | 2002                           | 2011                           |
| 483                            | 498                            | 502                            |

Напомена: Године 1992. смањена за део насеља који је са издвојеним деловима из насеља Потов Врх и Велики Слатник спојен у ново самостално насеље Криже. Године 2004. извршена је мања размена територија између насеља Лесковец и Велике Бруснице.